# C'était demain
Ne doit pas être confondu avec Si c'était demain ou C'est arrivé demain.
Pour plus de détails, voir Fiche technique et Distribution.
C'était demain... (Time After Time) est un film américain écrit et réalisé par Nicholas Meyer, sorti en 1979. Il s'agit de l'adaptation du roman américain éponyme de Karl Alexander (1979).

## Synopsis
En 1893 à Londres, l'inventeur de génie et écrivain H. G. Wells (Malcolm McDowell) achève sa machine à voyager dans le temps. Mais son prototype est volé puis utilisé par Jack l'Éventreur (David Warner) afin d'échapper à la police. Le tueur se réfugie à San Francisco en 1979, où il continue ses méfaits. Wells va réussir à le rejoindre et tenter de le retrouver, dans une époque à laquelle il doit s'adapter (voitures, avions, téléphone, télévision, liberté des mœurs, guerres mondiales…). Dans une banque, il fait la rencontre d'Amy Robbins (Mary Steenburgen).

## Fiche technique
Sauf indication contraire, les informations mentionnées dans cette section peuvent être confirmées par la base de données cinématographiques IMDb,  présente dans la section « Liens externes ».
- Titre original : Time After Time
- Titre français : C'était demain...
- Réalisation : Nicholas Meyer
- Scénario : Nicholas Meyer, d'après une histoire de Steve Hayes et d'après le roman éponyme de Karl Alexander[1]
- Musique : Miklós Rózsa
- Photographie : Paul Lohmann
- Montage : Donn Cambern
- Direction artistique : Edward C. Carfagno
- Production : Herb Jaffe
- Sociétés de production : Orion Pictures et Warner Bros.
- Sociétés de distribution : Warner Bros., Columbia Pictures (France)
- Langue originale : anglais
- Pays d'origine :  États-Unis
- Format : 35 mm - couleur : Technicolor - Ratio : 2,35:1 - son : Dolby Stéréo (sur la VO)
- Genre : science-fiction, aventure, thriller
- Durée : 112 minutes
- Dates de sortie[2] :
  - États-Unis : 31 août 1979
  - France : 23 janvier 1980
- Affiche : René Ferracci (France)

## Distribution
- Malcolm McDowell (VF : Bernard Murat) : H. G. Wells
- David Warner (VF : Jacques Thébault) : John Lesley Stevenson / Jack l'Éventreur
- Mary Steenburgen (VF : Béatrice Delfe) : Amy Robbins
- Charles Cioffi (VF : Pierre Santini) : le lieutenant Mitchell
- Kent Williams (VF : Joël Martineau) : l'assistant du lieutenant Mitchell
- Andonia Katsaros : Mme Turner
- Patti D'Arbanville (VF : Sylvie Feit) : Shirley
- James Garrett : Edwards
- Leo Lewis : Richardson
- Keith McConnell : Harding
- Byron Webster : McKay
- Karin Collison (VF : Marion Game)  : Jenny (créditée comme Karin Mary Shea)
- Geraldine Baron (VF : Annie Balestra)  : Carol
- Laurie Main (VF : Georges Aubert) : l'inspecteur Gregson
- Joseph Maher (VF : Pierre Garin) : Adams
- Larry J. Blake (VF : Michel Barbey) : le gardien
- M. C. Gainey : un policier londonien
- Corey Feldman (VF : Jackie Berger) : le gamin au musée
- Shelley Hack : la guide au musée

Doublage français :
- Albert Augier : voix de journalistes à différentes époques pendant le voyage de Wells

## Production
Le tournage a lieu en septembre 1978 à San Francisco (Cow Hollow, parc du Golden Gate, Embarcadero Center, Richmond District, Financial District, Civic Center, North Beach, Marina District, pont du Golden Gate, Nob Hill, Chinatown, Justin Herman Plaza, One Embarcadero Center, Palace of Fine Arts, San Francisco General Hospital, Ghirardelli Square, ...) ainsi qu'aux Warner Bros. Studios de Burbank.

## Distinctions

### Récompenses
- National Board of Review: Top Ten Films 1979[4]
- Festival international du film fantastique d'Avoriaz 1980 : Grand prix et Antenne d'or
- Saturn Awards 1980 : meilleure actrice pour Mary Steenburgen, meilleur scénario pour Nicholas Meyer et meilleure musique pour Miklós Rózsa
- Saturn Awards 2017 : meilleure édition spéciale DVD d'un classique

### Nominations
- Saturn Awards 1980 : meilleur film de science-fiction, meilleur acteur pour Malcolm McDowell, meilleur acteur dans un second rôle pour David Warner, meilleure réalisation pour Nicholas Meyer, meilleurs costumes
- Prix Edgar-Allan-Poe 1980 : meilleur film
- Prix Hugo 1980 : meilleur film dramatique